# Neuroblasto
Um neuroblasto é uma célula embrionária precursora do neurônio. Todavia, não está presente apenas no embrião; é importante também para a neurogênese adulta.  
Sua origem está relacionada à diferenciação das células do tubo neural e à camada ventricular. Após o fechamento do tubo neural, suas células se diferenciam em neuroblastos, que formarão a matéria cinzenta. Na camada marginal, as fibras emergentes dos neuroblastos, mielinizadas, formam a substância branca. A camada ventricular contém precursores com alta capacidade de proliferação que se dividem de modo assimétrico e se diferenciam em neuroblastos. Uma vez formados, os neuroblastos iniciam um processo de migração que os levará a ocupar seu lugar definitivo, onde se diferenciarão e assumirão as características dos diversos tipos de neurônios.
Os neuroblastos passam por diferentes processos antes de atingirem a forma de neurônio: em primeiro momento, eles são circulares e apolares. Porém, com mais diferenciações, tornam-se bipolares, com um axônio e um dendrito primitivos surgindo diametralmente opostos. Por fim, após mais processos celulares, o neuroblasto torna-se multipolar e, após desenvolver-se mais, diferencia-se finalmente em um neurônio.

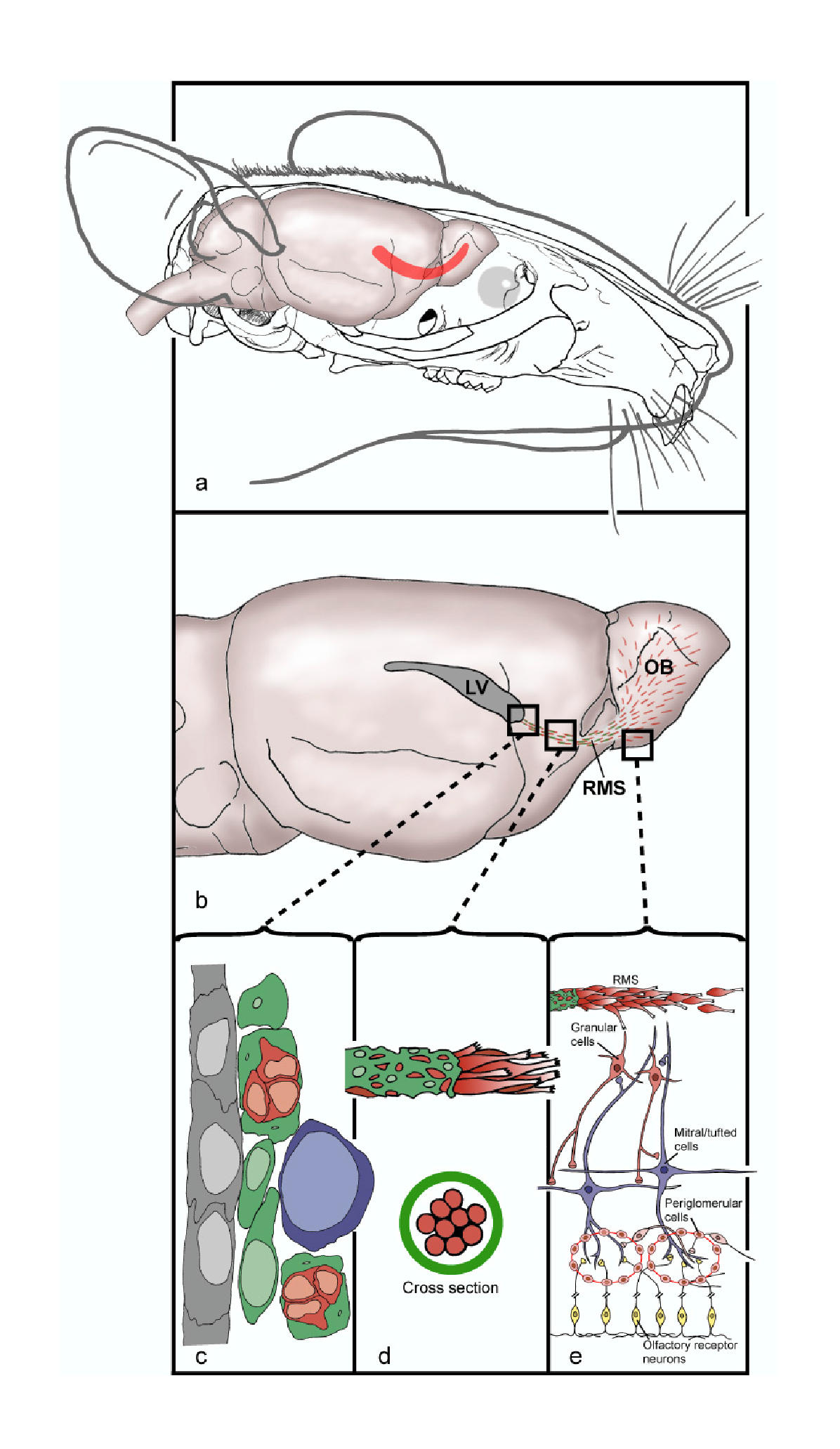
a) cabeça do camundongo mostrando o trajeto do dos neuroblastos recém-formados migrando a partir da Zona Subventricular (ZSV) até o Bulbo Olfatório.
(b) Visão mostrando anatomia cerebral com os neuroblastos migrando do ventrículo lateral até o bulbo olfatório, onde populações de interneurônios maduros são geradas.
(c) Esquema baseado em microscopia eletrônica mostrando a citoarquitetura da (ZSV).
(d) Esquema mostrando migração dos neuroblastos.
(e) Neuroblastos migrantes entram no bulbo olfatório emigram radialmente dando origem a granulos ou células perigranulares.

## Migração dos Neuroblastos
Seja na neurogênese embriônica ou na fase adulta da vida a migração dos neuroblastos é essencial. No embrião, devido às  drásticas mudanças da arquitetura cerebral que são intrínsecas ao desenvolvimento; no adulto, (pelo menos no sistema olfatório) detectam-se migrações à longíssimas distâncias (de 3 a 5 mm no cérebro de um camundongo adulto) - da zona subventricular (ZSV) até o bulbo olfatório. 